# Halicyclops soqotranus
Halicyclops soqotranus – gatunek widłonoga z rodziny Halicyclopidae. Nazwa naukowa tych skorupiaków została opublikowana w 2000 roku przez zoologów Deo Baribwegure i Henriego J. Dumonta. 